# To właśnie miłość
To właśnie miłość (Love Actually) – brytyjska bożonarodzeniowa komedia romantyczna z  2003 w reżyserii i według scenariusza Richarda Curtisa w gwiazdorskiej obsadzie (ensemble cast), głównie brytyjskich aktorów. Występują m.in. Alan Rickman, Colin Firth, Hugh Grant, Liam Neeson, Martin Freeman, Keira Knightley i Emma Thompson.
Osnową historii, która ma dowieść, że miłość przenika całe nasze życie, jest 10 historii z życia kilkunastu osób rozgrywających się w okresie przedświątecznym. Bohaterowie kochają, są kochani, a czasem nie mogą kochać, szukają miłości lub niewłaściwie lokują swą miłość, wreszcie ich miłość poddawana jest rozmaitym próbom. Wszyscy bohaterowie spotykają się w scenie końcowej na lotnisku Heathrow.
W epizodach zagrali m.in. Rowan Atkinson, Claudia Schiffer, Denise Richards. Film dopełnia muzyka w wykonaniu m.in. Dido, Nory Jones, Joni Mitchell, Otisa Reddinga, Evy Cassidy, Texas, Sugababes i The Calling.

## Obsada
- Bill Nighy – piosenkarz Billy Mack
- Gregor Fisher – Joe, menedżer Billa
- Colin Firth – Jamie
- Sienna Guillory – narzeczona Jamiego
- Lúcia Moniz – Aurélia
- Alan Rickman – Harry
- Heike Makatsch – Mia, sekretarka Harry'ego
- Emma Thompson – Karen, żona Harry'ego, siostra Davida
- Hugh Grant – David, premier Wielkiej Brytanii, brat Karen
- Martine McCutcheon – Natalie, pracownica i sympatia Davida
- Billy Bob Thornton – prezydent USA
- Keira Knightley – Juliet
- Chiwetel Ejiofor – Peter, mąż Juliet
- Andrew Lincoln – Mark, nieszczęśliwie zakochany w Juliet
- Laura Linney – Sarah
- Rodrigo Santoro – Karl
- Kris Marshall – Colin Frissell
- Abdul Salis – Tony, przyjaciel Colina
- Martin Freeman – John
- Joanna Page – Judy
- Liam Neeson – Daniel
- Thomas Sangster – Sam, syn Daniela
- Olivia Olson – Joanna, sympatia Sama
- Claudia Schiffer – Carol, znajoma Daniela
- Rowan Atkinson – sprzedawca Rufus